# Balenciaga

A Balenciaga is diktálja a tempót a sneakerek, a luxustornacipők piacán

A Balenciaga egy luxus divatcég, amelyet Cristóbal Balenciaga spanyol tervező alapított 1919-ben a spanyolországi San Sebastiánban. A központ ma Párizsban, Franciaországban található. 1972-ben a Balenciaga bezárt, majd 1986-ban új tulajdonosi körrel újra megnyitotta kapuit. Az haute couture márka 2001 óta a Kering luxuscsoport tulajdonában van.